# Andreea Bălan
Andreea Georgiana Bălan (født 23. juni 1984 i Ploiești, Rumænien) en rumænsk sanger.
Hun begyndte som barnestjerne sammen med veninden Andreea Antonescu i Andrè. Andrè blev opløst i 2001.

## Diskografi

### Album
- Te joci cu mine (2002)
- Liberă din nou (2002)
- Așa sunt eu (2004)
- Andreea B  (2006)
- SuperWoman (2009)

### Singler/EP'er
- "Te joci cu mine" (2002)
- "Liberă din nou" (2002)
- "Plâng de dor" (2003)
- "Aparențe" (2004)
- "Oops, eroare" (2004)
- "Evadez" (2005)
- "Invidia" (2005)
- "O străină" (2005)